# Operazione Enduring Freedom
L'operazione Enduring Freedom ("libertà duratura" in lingua inglese, acronimo OEF) è il nome in codice ufficialmente utilizzato dal governo degli Stati Uniti d'America per designare alcune operazioni militari avviate dopo gli attentati dell'11 settembre 2001. Sebbene il termine valga a designare anche le campagne OEF Filippine (OEF-P già Freedom Eagle) e OEF Corno d'Africa (OEF-HOA), viene utilizzato, per antonomasia, per l'operazione militare lanciata nel 2001 contro i Talebani in Afghanistan, primo atto della guerra al terrorismo.
Dopo 13 anni, il 28 dicembre 2014, il Presidente degli Stati Uniti, Barack Obama annunciò la fine dell'operazione Enduring Freedom in Afghanistan. Le successive operazioni in Afghanistan da parte delle forze militari degli Stati Uniti, sia non combattenti che combattenti, sono avvenute sotto il nome di operazione Freedom's Sentinel.

## Operazioni subordinate
L'operazione Enduring Freedom si riferiva più comunemente alla missione di combattimento guidata dagli Stati Uniti in Afghanistan. Ma Il nome in codice è stato utilizzato anche per operazioni di antiterrorismo in altri paesi contro Al-Qaida e i talebani, come OEF-Filippine e OEF-Trans Sahara, principalmente attraverso veicoli di finanziamento del governo.
- Operation Enduring Freedom (OEF), 7 ottobre 2001 - 31 dicembre 2014.[7] Succeduta dall'operazione Freedom's Sentinel, 1 gennaio 2015 – 30 agosto 2021.[2]
- Operation Enduring Freedom - Filippine (OEF-P, precedentemente operazione Freedom Eagle), 15 gennaio 2002-24 febbraio 2015.[8][9]
- Operation Enduring Freedom – Corno d'Africa (OEF-HOA).
- Operation Enduring Freedom – Pankisi Gorge.[10]
- Operation Enduring Freedom – Trans Sahara (OEF-TS; vedi anche: Insurrezione islamica nel Maghreb).
- Operation Enduring Freedom – Caraibi e America Centrale (OEF-CCA).[11]
- Operation Enduring Freedom – Kirghizistan, 18 dicembre 2001 – 3 giugno 2014.[12]

## Premesse
L'Afghanistan, negli anni novanta del XX secolo dopo la lunga guerra contro i sovietici, era caduto nelle mani della milizia fondamentalista islamica dei Talebani, che imposero al devastato paese asiatico la Sharia nella sua forma più rigida e diedero ospitalità e sostegno al terrorismo, in particolare alla rete terroristica di Al-Qaida guidata da Osama bin Laden. Al-Qaida aveva impiantato in Afghanistan numerosi campi di addestramento per miliziani-terroristi, colpendo già gli Stati Uniti negli anni novanta (attentati a Nairobi ed in Yemen).
L'11 settembre 2001 cellule di questa organizzazione hanno promosso quattro spaventosi attacchi terroristici a New York e Washington, con un bilancio di quasi tremila morti. Pochi giorni dopo, il governo statunitense guidato da George W. Bush additò, sulla base di prove in possesso della CIA, dei precedenti degli anni '90 e della stessa rivendicazione, Al-Qaida quale organizzatrice degli attacchi, intimando al governo afghano dei Talebani di collaborare alla persecuzione dei responsabili (il 20 settembre scadeva inutilmente l'ultimatum): al rifiuto ed alle risposte provocatorie (processo da parte di corte islamica o consegna a paese terzo di Osama bin Laden), il governo degli Stati Uniti, di concerto con la comunità internazionale, ha lanciato un'offensiva militare.
Dal 2001, la spesa cumulativa del governo degli Stati Uniti per l'operazione Enduring Freedom ha superato i 150 miliardi di dollari.

## Operazione militare
Il 7 ottobre 2001 ebbe inizio la prima fase dell'operazione Enduring Freedom: intensi bombardamenti aerei britannici ed americani a sostegno della resistenza anti-talebana dell'Alleanza del Nord, che avrebbe avuto ragione della roccaforte di Mazar-i Sharif il 9 novembre e della capitale Kabul fra il 12 ed il 13 novembre. Il 25 novembre cade anche Konduz ed il 7 dicembre Kandahar. I talebani in rotta si rifugiarono sulle montagne, particolarmente nelle aree al confine col Pakistan, dove si sono riorganizzati.
Sono seguite operazioni notevoli della coalizione, intanto dispiegatasi sul territorio anche per sostenere il nuovo governo democratico guidato da Hamid Karzai, intorno a Tora Bora (dicembre 2001-marzo 2002) e l'operazione Anaconda.
Il 5 ottobre 2006 il controllo dell'Afghanistan è ufficialmente passato da Enduring Freedom alla missione ISAF a guida NATO.

## Operazione Enduring Freedom - Filippine (OEF-P)
L'operazione Libertà Duratura – Filippine (Operation Enduring Freedom – Philippines in lingua inglese, acronimo OEF-P) è un'operazione militare parte dell'operazione Enduring Freedom e della guerra globale al terrorismo. Circa 600 militari statunitensi sono dispiegati per assistenza alle forze armate delle Filippine nel sud del paese. Inoltre, la CIA ha inviato i suoi funzionari élite paramilitari del loro Special Activities Center per scovare e uccidere o catturare i principali leader del terrorismo. Questa operazione ha avuto il maggior successo nella lotta e nella cattura di diversi leader di al-Qāʿida e dei suoi gruppi associati come Abu Sayyaf.

## Operazione Enduring Freedom - Trans Sahara (OEF-TS)
L'operazione Libertà Duratura - Trans Sahara (Operation Enduring Freedom - Trans Sahara in lingua inglese, acronimo OEF-TS) è la componente militare americana della Trans-Saharian Counter-Terrorism Initiative. Essa prevede azioni militari e paramilitari, al fine di eliminare le reti terroriste transnazionali, le loro infrastrutture e condizioni di attività.

## Paesi partecipanti
- USA;
- Gran Bretagna;
- Italia;
- Francia;
- Germania;
- Canada;
- Australia;
- Polonia;

con il contributo militare di Albania, Belgio, Croazia, Danimarca, Irlanda, Lituania, Norvegia, Nuova Zelanda, Portogallo, Repubblica Ceca, Romania, Slovacchia, Slovenia e Svezia.
Fra i paesi islamici hanno fornito una diretta collaborazione: il Bahrein e la Giordania, l'Uzbekistan ha fornito le basi logistiche. Ma la collaborazione fondamentale è stata quella del Pakistan guidato da Pervez Musharraf.